# Tétraèdre tronqué

Patron (géométrie)

Le tétraèdre tronqué est un solide d'Archimède. Il possède 4 faces hexagonales régulières, 4 faces triangulaires régulières, 12 sommets et 18 arêtes. Il est obtenu à partir d'un tétraèdre régulier dont on a coupé les quatre sommets en sectionnant les arêtes au tiers de leur longueur.

## Coordonnées cartésiennes
Les coordonnées cartésiennes pour les sommets d'un tétraèdre tronqué centré à l'origine sont :
(±3, ±1, ±1),
(±1, ±3, ±1),
(±1, ±1, ±3),
où le nombre de signes négatifs dans chaque triplet de coordonnées est pair (0 ou 2).

## Mesures et volume
Si son arête est de longueur a,
- Son volume vaut :

{\displaystyle V=a^{3}\times {\frac {23{\sqrt {2}}}{12}}\approx a^{3}\times 2,71}
- Sa surface est de :

{\displaystyle A=a^{2}\times 7{\sqrt {3}}\approx a^{2}\times 12,1244}